# Miyagi Kota
Kota Miyagi (sinh ngày 10 tháng 10 năm 1993) là một cầu thủ bóng đá người Nhật Bản.

## Sự nghiệp câu lạc bộ
Kota Miyagi đã từng chơi cho FC Ryukyu.